# Fordham University

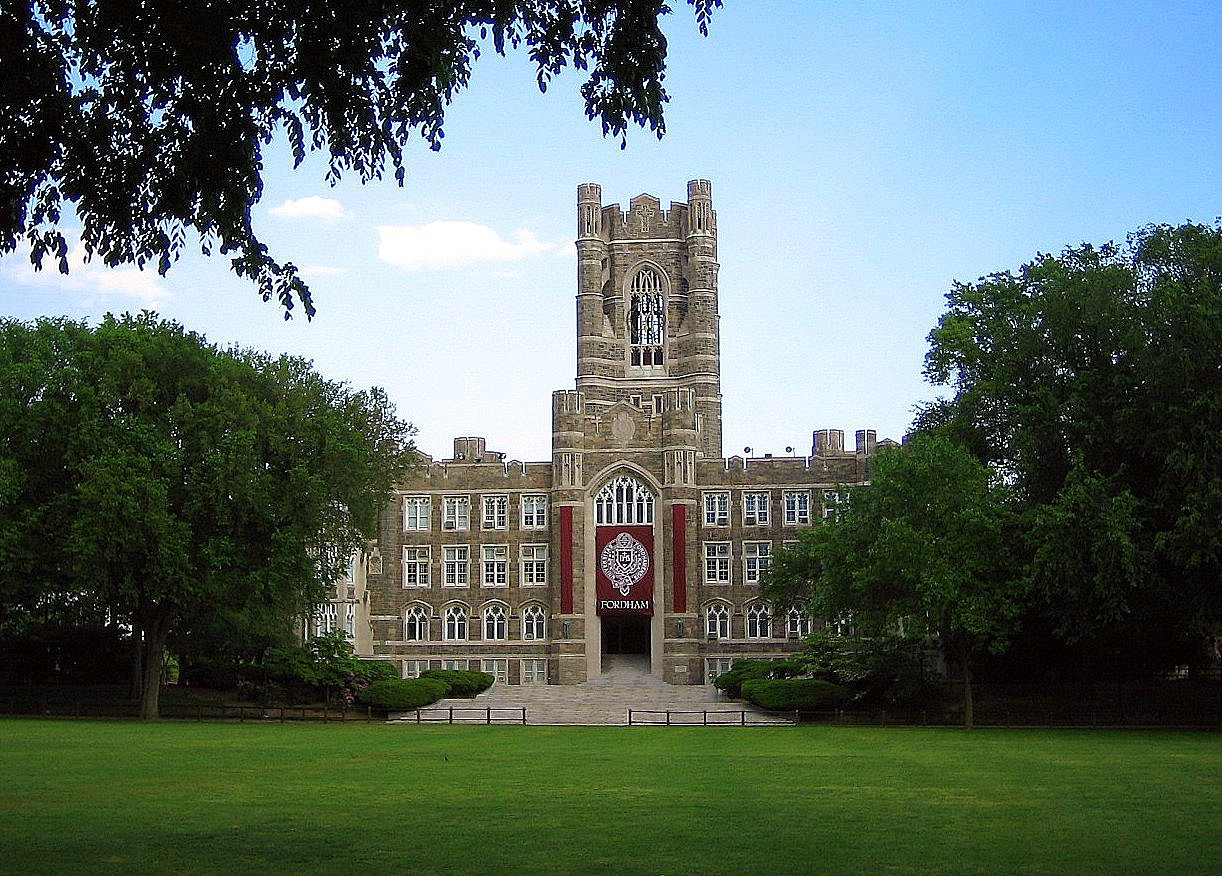
Keating Hall

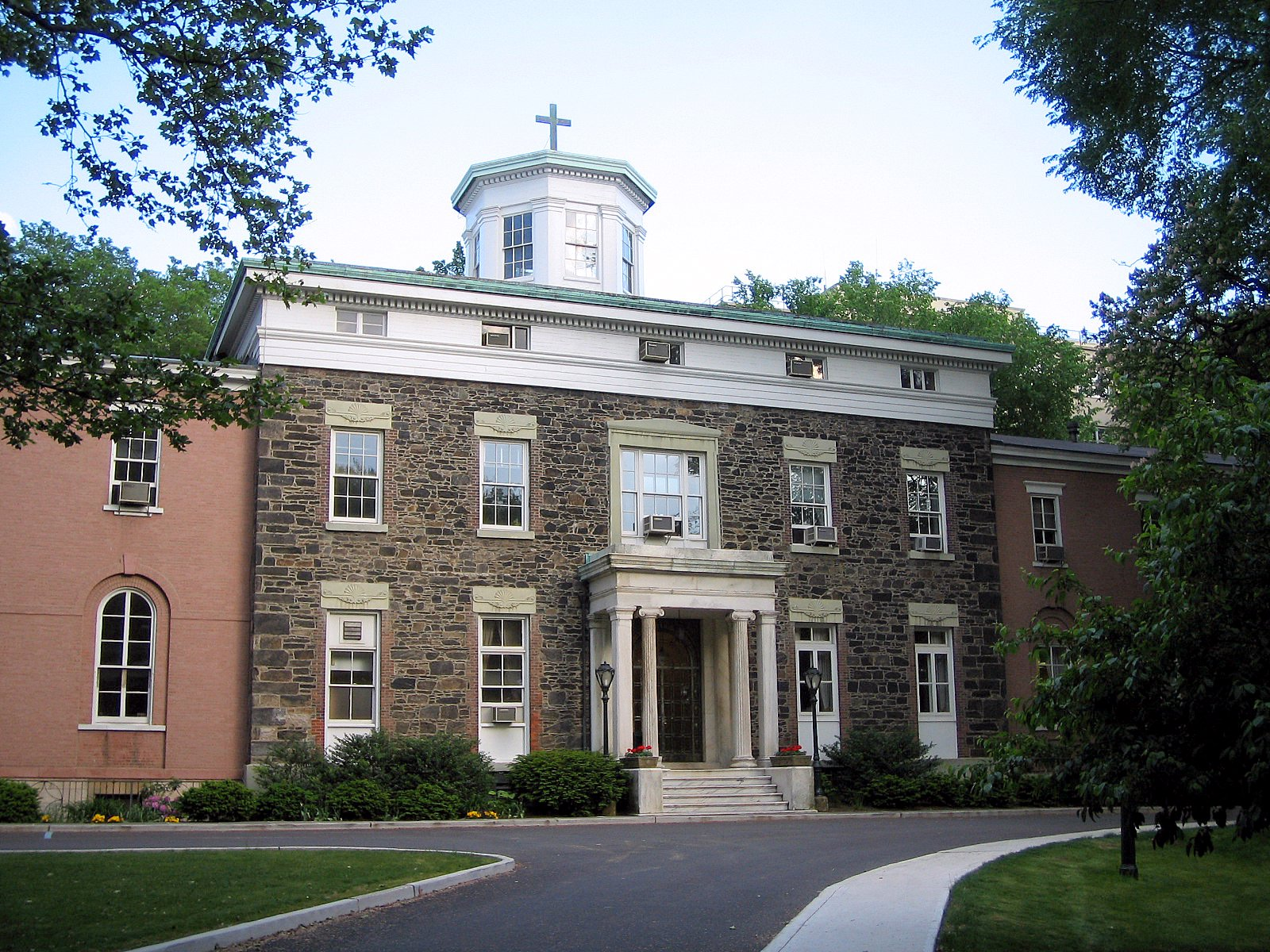
Verwaltungsgebäude

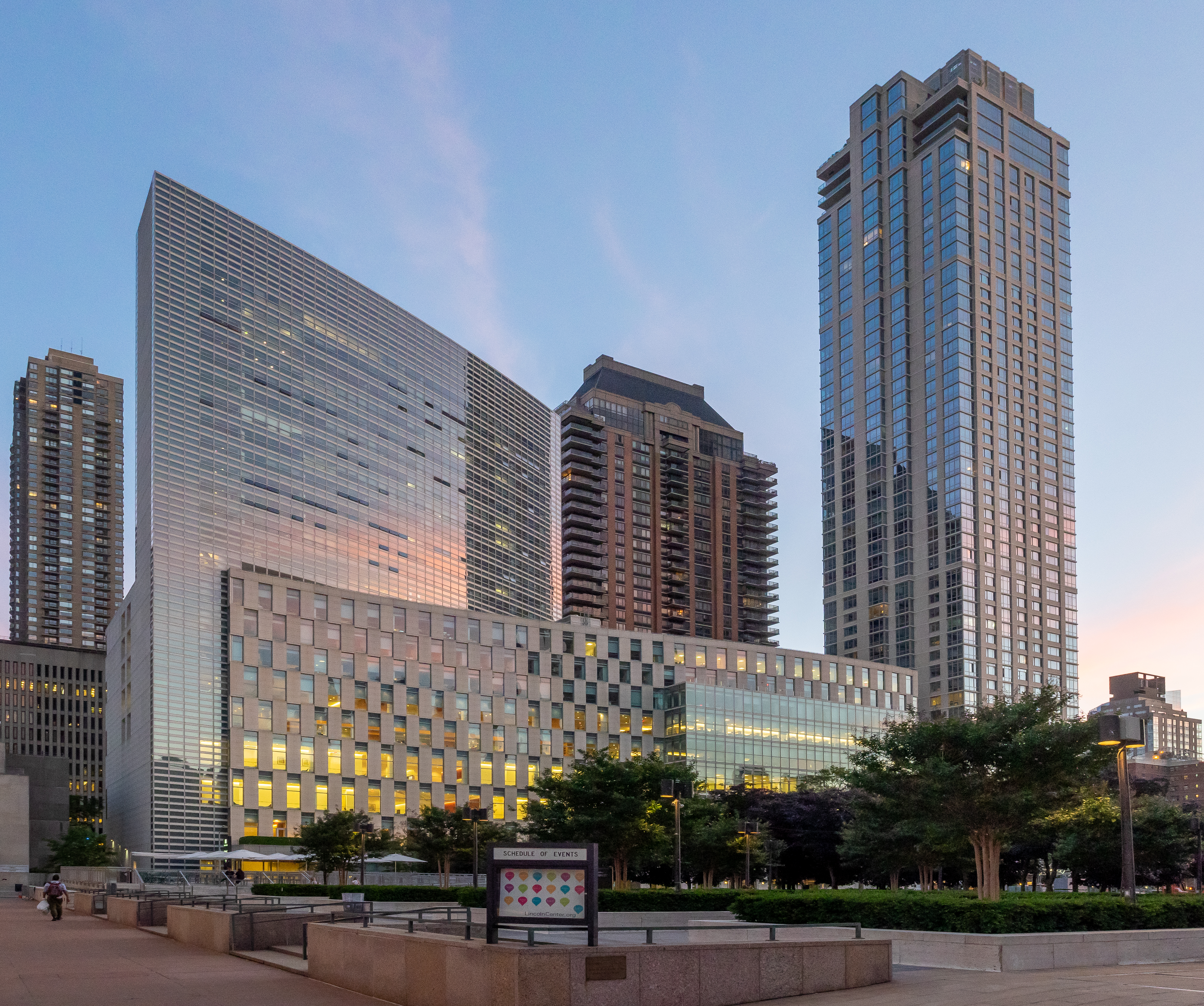
Juristische Fakultät am Lincoln Center, rechts der Wohnturm Hawthorn Park.

Die Fordham University ist eine private Universität in New York City. Sie ist eine von 28 Mitgliedshochschulen der Association of Jesuit Colleges and Universities.

## Geschichte
1841 gründete die römisch-katholische Diözese New York das Saint John’s College als erste höhere katholische Bildungseinrichtung im Nordosten der USA. 1907 erhielt sie ihren heutigen Namen.
2010 spendete der Fordham-Alumnus Mario Gabelli von GAMCO Investors seiner Alma Mater 25 Millionen Dollar, um die Erneuerung der Business School und die Abwerbung von mehreren Ivy-League-Dozenten zu finanzieren. Die Fordham Business School wurde daraufhin in Gabelli School of Business umbenannt.
Joseph M. McShane S.J. war von 2003 bis 2022 Präsident der Universität. 2006 formulierte er einen Plan, das Ansehen, den Ertrag der akademischen Arbeit und die Qualität der Lehre der Fordham University weiter zu fördern. McShane arbeitete daren, die Universität zur besten katholischen Universität der Vereinigten Staaten zu reformieren. Unter seiner Führung wurde unter anderem das Stiftungsvermögen erhöht, neue Professoren und Dozenten eingestellt und ein neues Gebäude am Lincoln Center gebaut.

## Rankings
2008 belegte die Universität Platz 18 weltweit (Platz 6 in den USA) im Professional Ranking of Universities Worldwide. Dieses Ranking misst das Vermögen einer Universität, führende Personen in der Geschäftswelt hervorzubringen.
2010 belegte die Universität in einem U.S. News & World Report Ranking der Kategorie „Students Producing the Most Interns“ Platz 6.
In den amerikanischen Hochschulrankings des Jahres 2010 belegte die Fordham University in der Publikation Washington Monthly Platz 31, der U.S. News & World Report führte sie 2011 auf Position 56.
Die News-Organisation Kaplan/Newsweek nannte die Fordham University 2008 als eine der „Top 25 Hottest Colleges“ in den Vereinigten Staaten mit der Auszeichnung „Hottest Catholic University“. Im Bloomberg Business Week Ranking von 2006 und 2007, welches sich stark an den Aussagen von Personalverantwortlichen orientiert, kam die Fordham University auf Platz 27. Die Akzeptanzrate für das Jahr 2011 war 37 %. Damit bekräftigt die Universität die Vision des Präsidenten der Universität, Father McShane, Fordham in eine selektivere Universität zu transformieren.

## Zahlen zu den Studierenden, den Dozenten und zum Vermögen
Im Herbst 2021 waren 16.986 Studierende an der Fordham University eingeschrieben. Davon strebten 9.904 (58,3 %) ihren ersten Studienabschluss an, sie waren also undergraduates. Von diesen waren 59 % weiblich und 41 % männlich; 13 % bezeichneten sich als asiatisch, 5 % als schwarz/afroamerikanisch, 17 % als Hispanic/Latino und 52 % als weiß. 7.082 (41,7 %) arbeiteten auf einen weiteren Abschluss hin, sie waren graduates. Es lehrten 1.780 Dozenten an der Universität, davon 733 in Vollzeit und 1.047 in Teilzeit. 2006 waren 16.009 Studenten immatrikuliert, 2009 waren es rund 14.700.
Der Wert des Stiftungsvermögens der Universität lag 2021 bei 1,003 Mrd. US-Dollar und damit 40,7 % höher als im Jahr 2020, in dem es 712 Mio. US-Dollar betragen hatte. 2010 waren es 437 Mio. US-Dollar gewesen.

## Fakultäten
- Künste und Wissenschaften (1916)
- Rechtswissenschaften (1905), Campus Fordham University at Lincoln Center auf der Upper West Side, Manhattan.
- Religion und Religionspädagogik (1969)
- Sozialdienste (1916)
- Wirtschaftswissenschaften/Gabelli School of Business (1969)

## Sport
Die Sportteams werden die Rams genannt. Die Hochschule ist Mitglied in der Atlantic 10 Conference. Die Los Angeles Rams wurden von Damon Wetze, einem der Mitbegründer der Rams, nach den Fordham University Rams benannt.

## Persönlichkeiten

### Professoren
- Daniel Berrigan SJ (1921–2016) – Dichter
- Avery Dulles SJ (1918–2008) – Theologe und später Kardinal
- Ilan Mitchell-Smith (* 1969) – Professor und Schauspieler

### Absolventen
(Auswahl)
Politik, Justiz und Verwaltung
- Andrew M. Cuomo (* 1957) – US-Bauminister (1997–2001), Gouverneur des Bundesstaats New York (2010–2021)
- Malcolm Wilson (1914–2000) – Gouverneur des Bundesstaats New York (1973–1975)
- Martin H. Glynn (1871–1924) – Gouverneur des Bundesstaats New York (1913–1914)
- Hage Gottfried Geingob (1941–2024) – Ministerpräsident von Namibia (1990–2002 und 2012–2015); Dritter Präsident von Namibia (2015–2024)
- John N. Mitchell (1913–1988) – U.S. Attorney General unter Nixon
- Patrick Gomes (* 1941) – Generalsekretär der AKP-Gruppe
- John O. Brennan (* 1955) – Direktor der CIA (2013–2017)
- William J. Casey (1913–1987) – Direktor der CIA (1981–1987)

Kirche
- Francis Spellman (1889–1967) – Kardinal
- Thomas Keating (1923–2018) – Trappist
- Antonio Stefanizzi (1917–2020) – Direktor von Radio Vatikan (1953–1967)

Kunst und Kultur
- Paddy Chayefsky (1923–1981) – Film (kein Abschluss)
- Mary Higgins Clark (1927–2020) – Autorin
- Don DeLillo (* 1936) – Autor
- Lana Del Rey (* 1985) – Sängerin
- Jane Lindskold (* 1962) – Autorin

Medien
- Michael Kay – Sportreporter, Bachelorabschluss 1982
- Christopher C. Cuomo (* 1970) – Journalist und Moderator

Sport
- Tom Courtney (1933–2023) – Olympiasieger
- Ed Danowski (1911–1997) – Football
- Vince Lombardi (1913–1970) – Football
- Wellington Mara (1916–2005) – Football
- Alex Wojciechowicz (1915–1992) – Football

Unterhaltung
- Alan Alda (* 1936) – Schauspieler
- Hilarie Burton (* 1982) – Schauspielerin (kein Abschluss)
- Patricia Clarkson (* 1959) – Schauspielerin
- Faith Evans (* 1973) – Sängerin (kein Abschluss)
- Jenny Kirlin (* 1980) – Schauspielerin
- Amanda Seyfried (* 1985) – Schauspielerin
- Hunter Tylo (* 1962) – Schauspielerin
- Denzel Washington (* 1954) – Schauspieler
- Taylor Schilling (* 1984) – Schauspielerin

Wirtschaft
- Jewgeni Markowitsch Schwidler (* 1964), Oligarch
- Mario Gabelli, Investment Banker, Founder & CEO GAMCO Investors
- E. Gerald Corrigan, Banker – Ehemaliger Präsident der Federal Reserve Bank of New York
- David V. Almeida, CBA ’73, Vizepräsident, Bank of New York
- Donald V. Almeida, CBA ’73, Vice Chairman, PricewaterhouseCoopers
- Terence P. Begley, CBA '86, CEO Corporate Banking, PNC Financial Services
- Frank J. Belatti, Gründer und Präsident von AFC Enterprises
- Robert M. Calderoni, CBA '80, Chairman und CEO, Ariba
- Frank A. Calderoni, CEO, Anaplan
- George E. Doty, ehemaliger Senior Director von Goldman Sachs
- Stephen J. Hemsley, CEO von UnitedHealth Group
- James Leitner, LAW '82, Präsident von Falcon Management